# 佐藤仁 (実業家)
佐藤 仁（さとう ひとし、1951年7月7日 - ）は、日本の実業家、東急レクリエーション元代表取締役社長。

## 人物・経歴
1951年7月7日、宮城県生まれ。1975年3月、立教大学経済学部卒業。同年4月、東京急行電鉄株式会社（現・東急株式会社）入社。
1995年10月、株式会社東急レクリエーション入社し、経営企画室長兼経理部長に就任。1997年3月、同社取締役。
2001年2月、スポーツ・レジャー事業部長、2002年5月、常務取締役、2004年9月、映像事業部長、2006年3月、専務取締役。2007年3月、代表取締役社長就任。
映画興行や不動産業を営む東急レクリエーションの経営者として、渋谷ヒカリエ、新宿TOKYU MILANO跡地（東急歌舞伎町タワー）、二子玉川エリアの複合映画館（シネコン）を中心とする再開発を手掛けた。